# Geografski inštitut Antona Melika
Geografski inštitut Antona Melika ZRC SAZU (med letoma 1946 in 1976 Geografski inštitut SAZU, med letoma 1976 in 1981 Geografski inštitut Antona Melika SAZU) je inštitut za geografska vprašanja, ki ga je leta 1946 ustanovila Slovenska akademija znanosti in umetnosti. Leta 1976 je dobil ime po prvem predstojniku, akademiku Antonu Meliku (1890–1966), slovenskem geografu. Od leta 1981 je inštitut del Znanstvenoraziskovalnega centra Slovenske akademije znanosti in umetnosti. Do leta 1992 je inštitut raziskoval predvsem ledenike, ledeniško in rečno preoblikovanje površja, poplavna območja, naravne nesreče in hribovske kmetije v Sloveniji, od leta 1993 pa je glavna naloga inštituta raziskovanje Slovenije in njenih pokrajin ter pripravljanje temeljnih geografskih del o Sloveniji. Raziskave segajo predvsem na področja fizične, socialne in regionalne geografije ter tematske kartografije. 
Inštitut ima 9 organizacijskih enot: 
- Oddelek za fizično geografijo
- Oddelek za socialno geografijo
- Oddelek za regionalno geografijo
- Oddelek za naravne nesreče
- Oddelek za varstvo okolja
- Oddelek za geografski informacijski sistem
- Oddelek za tematsko kartografijo
- Zemljepisni muzej
- Zemljepisna knjižnica

Inštitut tudi hrani kartografsko zbirko in tri geografske zbirke: Pokrajine v Sloveniji, Ledenika v Sloveniji in Naselja v Sloveniji. Tu ima sedež Komisija za standardizacijo zemljepisnih imen Vlade Republike Slovenije. 
Inštitut izdaja pet znanstvenih publikacij. Knjižni zbirki Geografija Slovenije in Georitem izhajata nekajkrat letno v slovenskem jeziku, knjižna zbirka Geografski informacijski sistemi vsako parno leto in knjižna zbirka Regionalni razvoj vsako liho leto. Revija Acta geographica Slovenica/Geografski zbornik izhaja dvakrat letno enakovredno v slovenskem in angleškem jeziku, tudi na medmrežju.